# Saint-Macoux
Saint-Macoux korábbi község Franciaország Új-Aquitania régiójában, Vienne megyében. 2024. január 1-jén Saint-Saviol korábbi községgel egyesült és az így létrejött Val-de-Comporté új község része lett.
Lakosainak száma 478 fő (2021. január 1.). Saint-Macoux Saint-Saviol, Limalonges, Montalembert, Saint-Gaudent és Voulême községekkel határos.

## Népesség
A település népessége az elmúlt években az alábbi módon változott:
| Lakosok száma | 479  | 470  | 477  | 474  | 479  | 485  | 481  | 478  |
|               | 2013 | 2015 | 2016 | 2017 | 2018 | 2019 | 2020 | 2021 |